# Михалков, Александр Владимирович
Алекса́ндр Влади́мирович Миха́лков (13 мая 1856, Ярославль, Российская империя — 1915, Петровское, Рыбинский уезд, Ярославская губерния, Российская империя) — русский офицер, председатель земской управы Царевококшайского и Звенигородского уезда, Подпоручик.

## Биография
Александр Михалков родился в семье Владимира Сергеевича Михалкова и его жены Елизаветы Николаевны, урождённой княжны Голицыной. Служил в Лейб-гвардии конном полку. Будучи штабс-ротмистром вышел в отставку после повторной женитьбы. Председатель Царевококшайской уездной земской управы (1897) и Звенигородской уездной земской управы.
После смерти отца унаследовал усадьбу Назарьево в Звенигородском уезде Московской губернии, а после смерти брата Сергея движимое имущество (в том числе коллекции, собранные отцом) в усадьбе Петровское Рыбинского уезда. В конце жизни страдал душевной болезнью и находился под опекой своего сына Владимира и генерал-майора В. Ф. Джунковского.

## Семья
Был женат первым браком на Алисе Логгиновне Миллер (28.10.1861—25.12.1886), вторым на Варваре Ивановне Унковской (07.12.1867—08.01.1894), дочери адмирала Ивана Семёновича Унковского.
Дети от первого брака: дочь Мария (1883—1966), первый муж — Владимир Григорьевич Кристи, сын орловского и московского губернатора Г. И. Кристи. Их дети: Владимир, Сергей, Григорий. Второй муж — Пётр Владимирович Глебов, сын предпринимателя В. П. Глебова. Их дети: Фёдор, Пётр.
Сын Владимир (1886—1932), один из основоположников советского промышленного птицеводства. Был женат на Ольге Михайловне Глебовой. Их дети: Сергей, Александр, Михаил.
От второго брака: дочь Ольга (1894—1972), жена Владимира Владимировича Глебова, сына предпринимателя В. П. Глебова. Их дети: Татьяна, Николай, Сергей.
После смерти Михалкова трое малолетних детей оказались круглыми сиротами. И их воспитанием занялась Анна Николаевна Унковская, мать второй жены Александра[уточнить].